# Равник (Шентруперт)
Равник (словен. Ravnik) — поселення в общині Шентруперт, регіон Південно-Східна Словенія, Словенія.